# ثيا غاريت
ثيا غاريت (بالإنجليزية: Thea Garrett)‏  (و. 1992  م) هي مغنية مالطية، شاركت في مسابقة الأغنية الأوروبية 2011.

## روابط خارجية
- ثيا غاريت على موقع ميوزك برينز (الإنجليزية)
- ثيا غاريت على موقع ديسكوغز (الإنجليزية)